# Anthony Collins

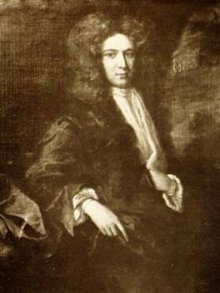
Anthony Collins

Anthony Collins (21 de junio de 1676 OS-13 de diciembre de 1729 O.S.) fue un filósofo inglés y ensayista, notable por ser uno de los primeros defensores del deísmo en Gran Bretaña .

## Vida y escritos
Collins nació en Heston, cerca de Hounslow en Middlesex, Inglaterra, hijo del abogado Henry Collins (1646/7-1705) y Mary (de soltera Dineley). Tenía dos hermanas: Anne Collins (nacida en 1678), que se casó con Henry Lovibond (nacido en 1675), y Mary Collins (nacida en 1680), que se casó con Edward Lovibond (1675-1737), comerciante y director de East India Company. El hijo de Mary y Edward fue el poeta Edward Lovibond.
Collins se educó en el Eton College y el King's College, Cambridge, y estudió leyes en el Middle Temple. El episodio más interesante de su vida fue su intimidad con John Locke, quien en sus cartas habla de él con cariño y admiración. En 1715 se instaló en Essex, donde ocupó los cargos de juez de paz y teniente adjunto, que había ocupado anteriormente en Middlesex. Murió en su casa en Harley Street, Londres.
Sus escritos reúnen los resultados de los Librepensadores ingleses anteriores. La imperturbable cortesía de su estilo contrasta notablemente con la violencia de sus oponentes; y, a pesar de su heterodoxia, no era ni un ateo ni un agnóstico. En sus propias palabras, "La ignorancia es la base del ateísmo, y el librepensamiento es su cura" (Discourse of Freethinking, 105).

## Ensayo sobre el uso de la razón
Su primer trabajo notable fue su "Ensayo sobre el uso de la razón en proposiciones cuya evidencia depende del testimonio humano" (1707), en el que rechazó la distinción entre "por encima de la razón" y "contrario a la razón", y exigió que la revelación debe conformarse a las ideas naturales del hombre acerca de Dios. Como todas sus obras, se publicó de forma anónima, aunque nunca se ocultó por mucho tiempo la identidad del autor.

## Un discurso sobre el librepensamiento
Seis años más tarde apareció su obra principal, "Un discurso sobre el librepensamiento, ocasionado por el surgimiento y crecimiento de una secta llamada librepensadores" (1713). A pesar de la ambigüedad de su título, y del hecho de que ataca sin moderación a los sacerdotes de todas las iglesias, defiende en su mayor parte, al menos explícitamente, no más de lo que todo protestante debe admitir. El librepensamiento es un derecho que no puede ni debe ser limitado, ya que es el único medio para alcanzar el conocimiento de la verdad, contribuye esencialmente al bienestar de la sociedad, y no solo está permitido sino que la Biblia lo ordena. De hecho, la primera introducción del cristianismo y el éxito de toda empresa misionera implican el librepensamiento (en su sentido etimológico) por parte de los convertidos.
En Inglaterra, este ensayo, que fue considerado y tratado como un alegato a favor del deísmo, causó gran sensación, provocando varias respuestas, entre otros William Whiston, el obispo Hare, el obispo Benjamin Hoadly, y Richard Bentley, quien, bajo la firma de "Phileleutherus Lipsiensis", maneja toscamente ciertos argumentos expresados descuidadamente por Collins, pero triunfa principalmente por un ataque a los puntos triviales de la erudición, siendo su propio folleto de ninguna manera impecable en este mismo respeto. Jonathan Swift también, al ser mencionado satíricamente en el libro, lo convirtió en el tema de una caricatura.

## Discurso de los Fundamentos y Razones de la Religión Cristiana
En 1724, Collins publicó el tratado Discurso de los fundamentos y razones de la religión cristiana, con el prefijo Una disculpa por el debate libre y la libertad de escribir. Aparentemente, está escrito en oposición al intento de Whiston de mostrar que los libros del Antiguo Testamento originalmente contenían profecías de eventos en la historia del Nuevo Testamento, pero que estos habían sido eliminados o corrompidos por los judíos, y probar que el cumplimiento de la profecía por los acontecimientos de la vida de Cristo es todo "secundario, secreto, alegórico y místico", ya que la referencia original y literal es siempre a algún otro hecho. Dado que, además, según él, el cumplimiento de la profecía es la única prueba válida del cristianismo, lanza secretamente un golpe al cristianismo como revelación. Se aventura a negar abiertamente la canonicidad del Nuevo Testamento, sobre la base de que el canon sólo podía ser fijado por hombres inspirados.
No menos de treinta y cinco respuestas se dirigieron contra este libro; los más notables de los cuales fueron los del obispo Edward Chandler, Arthur Sykes y Samuel Clarke. A estos, pero con especial referencia a la obra de Chandler, que sostenía que Cristo cumplió literalmente una serie de profecías, Collins respondió con su Esquema de la profecía literal considerada (1727). Un apéndice sostiene contra Whiston que el libro de Daniel fue falsificado en la época de Antíoco Epífanes.

## Necesitarismo
En filosofía, Collins ocupa un lugar destacado como defensor del necesitarismo. Su breve Investigación sobre la libertad humana (1717) no se ha destacado, al menos en sus líneas principales, como una declaración del punto de vista determinista.
Fue atacado en un elaborado tratado por Samuel Clarke, en cuyo sistema la libertad de la voluntad se hace esencial para la religión y la moralidad. Durante la vida de Clarke, temiendo quizás ser tildado de enemigo de la religión y la moralidad, Collins no respondió, pero en 1729 publicó una respuesta, titulada "Libertad y necesidad".

## Otras obras
Además de estas obras escribió
- Una carta al Sr. Dodwell, argumentando que el alma puede ser material y, en segundo lugar, que si el alma es inmaterial no se sigue, como había sostenido Clarke, que es inmortal .
- Vindicación de los Atributos Divinos (1710)
- Sacerdocio en la perfección (1709), en el que afirma que la cláusula "la Iglesia... Fe" en el vigésimo de los Treinta y nueve artículos fue insertada por fraude.

Collins se hizo famoso como uno de los mejores lectores de Inglaterra. Era un bibliófilo y Coleccionista de libros que acumuló una de las bibliotecas privadas más grandes de la época, que constaba de unos 6.906 libros sobre todos los temas, pero favoreciendo particularmente los trabajos sobre historia, teología, y filosofía.
Se ha argumentado (ver Jacobson, "The England Libertarian Heritage") que Collins fue el autor desconocido de diez de los ensayos de "The Independent Whig".

## Matrimonios e hijos
Collins se casó primero con Martha Child (1677–1703), una hija de Francis Child (Francis Child (fallecido en 1713)) MP (1642–1713) y Elizabeth, (1652–1720). Tuvieron dos hijos que murieron jóvenes, el mayor en la infancia, el segundo fue Anthony Collins; y dos hijas: Elizabeth Collins quien, en 1738, se casó con Walter Cary; y Martha Collins quien, en 1741, se casó con Robert Fairfax, séptimo Lord Fairfax de Cameron (1706–1793). Su segundo matrimonio fue con Elizabeth Wrottesley, una hija de Walter Wrottesley, tercer Baronet Wrottesley (1659–1712) y Eleanora, (1661–1692).